# Adolf Lu Hitler Marak
Adolf Lu Hitler R. Marak (ॲडॉल्फ लु हिटलर माराक), född 20 april 1958 är politiker i den indiska delstaten Meghalaya.
Hitler är medlem i the Nationella Kongresspartiet och har varit delstatens skogs- och miljöminister, men förlorade sin plats i delstatsparlamentet i valet i februari 2003. 27 juni 2003 greps han på grund av misstankar om kontakter med den förbjudna gruppen Achik National Volunteers' Council. 
Hitler Marak sade i en kommentar till tidningen Hindustan Times: "Kanske mina föräldrar tyckte om namnet och därför gav mig namnet Adolf Hitler. Jag trivs med mitt namn, även om jag aldrig haft några diktatoriska tendenser."